# Inka Bause
Inka Bause, conosciuta anche con i nomi d'arte di !nka o INKA (Lipsia, 21 novembre 1968), è una cantante e conduttrice televisiva tedesca.
Figlia d'arte (suo padre era il compositore Arndt Bause), come cantante è professionalmente in attività dalla metà degli anni ottanta e nel corso della sua carriera ha pubblicato oltre una decina di album. È inoltre nota al pubblico per la conduzione di programmi televisivi quali Bauer sucht Frau, Inka!, ecc.
È l'ex-moglie del compositore Hendrik Bruch.

## Biografia

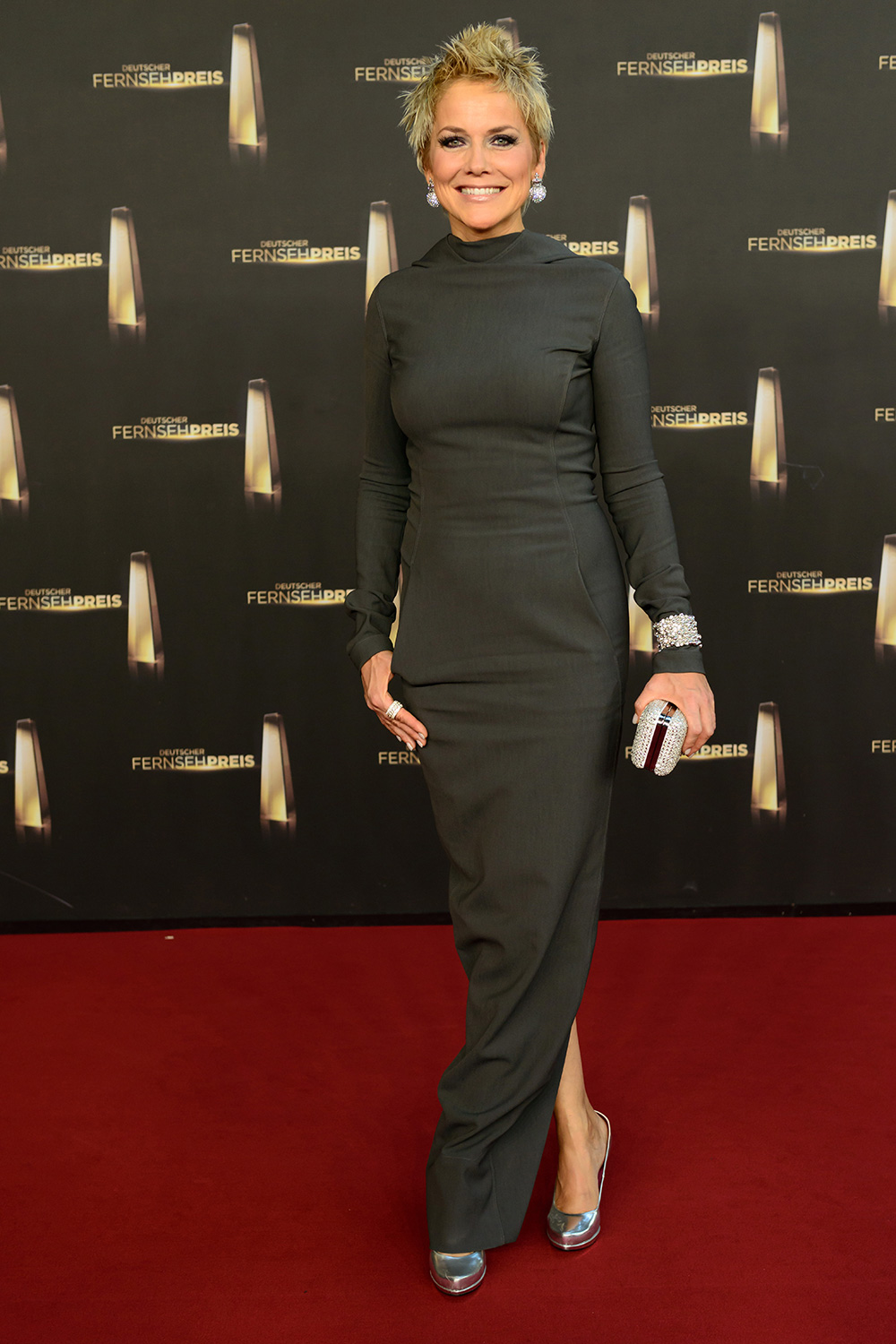
Inka Bause al Deutscher Fernsehpreis del 2014

Inka Bause nasce a Lipsia, nell'ex-DDR, il 21 novembre 1968.
A partire dal 1983, studia a scuola per due anni canto e violino. Terminata la scuola, si iscrive all'Istituto superiore di musica e tra il 1985 e il 1987 per la sua attività di cantante riceve per tre volte di seguito il premio del giornale per ragazzi Neues Leben.
In seguito, pubblica nel 1987 il suo primo album intitolato Inka, al quale fa seguito, nel 1989, l'album Schritte. Nel frattempo, nel 1988 inizia le sue prime esperienze come conduttrice televisiva.
Nel 1991, dopo essere passata all'etichetta Virgin Records, pubblica il suo primo album interamente in tedesco, dove riprende anche alcuni brani presenti negli album precedenti.
Dopo l'improvvisa morte del padre, avvenuta nel febbraio del 2003, si concede alcune settimane di pausa dall'attività artistica, prima di pubblicare un singolo dedicato al genitore scomparso ed intitolato Mein Herz bleibt zu Dir. Nello stesso anno, appare per la prima volta sugli schermi dell'emittente ZDF, conducendo un programma musicale natalizio.
Due anni dopo, passa all'emittente RTL Television, dove debutta in un programma dedicato al guinness dei primati.

## Discografia

### Album
- 1987 - Inka
- 1989 - Schritte
- 1991 - Ich geh' durch die Nacht
- 1992 - Ein Zug von Irgendwo
- 2002 - Sei Happy
- 2006 - Inkas grasgrüner Tag
- 2007 - Meine Songs 1985–2007
- 2008 - Mir fehlt nichts
- 2010 - Meine Besten

## Programmi televisivi (lista parziale)
- Bauer sucht Frau, 149 puntate (2005-2016) - conduttrice
- Die Farm, 10 puntate (2010) - conduttrice
- Inka!, 49 puntate (2013) - conduttrice
- Familien-Duell (2016-…)  - conduttrice

## Filmografia parziale
- La nave dei sogni - serie TV, 9 episodi (1986-2012)
- La nave dei sogni - Viaggio di nozze - serie TV, 3 episodi (2008-2009)